# Буквик Горњи
Буквик Горњи је насељено мјесто у Босни и Херцеговини у Брчко дистрикту. Према попису становништва из 1991. у насељу је живјело 378 становника.

## Становништво
| Националност       | 1991.        |
| Срби               | 328 (86,77%) |
| Југословени        | 23 (6,08%)   |
| Хрвати             | 9 (2,38%)    |
| остали и непознато | 18 (4,77%)   |
| Укупно             | 378          |